# Tạ Phong Tần
Tạ Phong Tần (sinh năm 1968 tại huyện Vĩnh Lợi, tỉnh Bạc Liêu) là một blogger bất đồng chính kiến với Chính phủ Việt Nam. Từng là một nữ sĩ quan công an, bà đã bị bắt vào tháng 9 năm 2011 về tội tuyên truyền chống nhà nước cho các bài viết blog của mình với các cáo buộc có căn cứ về tham nhũng của Chính phủ. Vào ngày 24 tháng 9 năm 2012, Tạ Phong Tần đã bị tuyên án mười năm tù giam. Ngày 19 tháng 9 năm 2015, bà được đình chỉ thi hành án và sang Hoa Kỳ.

## Tiểu sử
Công tác ở cơ quan cảnh sát điều tra công an tỉnh Bạc Liêu (năm 1991 đến 1994).

## Viết blog
Tạ Phong Tần bắt đầu viết blog, khi bà còn là đảng viên Đảng Cộng sản và làm việc trong ngành công an. Năm 2004, bà đã trở thành một nhà báo tự do. Hai năm sau đó, bà bắt đầu một blog có tiêu đề "Công lý và Sự thật", được biết đến phổ biến cho các báo cáo về các vụ tham nhũng của công an. Vì các bài trên mạng phê phán chính sách của Đảng Cộng sản Việt Nam, bà bị đuổi khỏi Đảng và mất việc vào năm 2006.
Trang CAND nhận định khi cho ra đời blog Công lý - Sự thật, Tạ Phong Tần đã dùng nó để phô trương cái "tôi" của mình, để đánh bóng cá nhân mình và đồng thời cũng để tạo "hình ảnh" của mình với các tổ chức người Việt chống Cộng cực đoan ở nước ngoài nhằm kiếm tí đôla. Đọc hết những bài mà Tạ Phong Tần đã viết trên blog Công lý - Sự thật sẽ thấy hầu hết đầu phát xuất từ những bất mãn cá nhân, cơ hội chủ nghĩa, theo đóm ăn tàn, theo voi hít bã mía chứ chẳng phải vì lý tưởng gì.
Trước những bài viết mang tính phê phán Đảng Cộng sản và Nhà nước Việt Nam, chính quyền địa phương đã nhiều lần mời Tạ Phong Tần lên tiếp xúc, đối thoại nhưng Tạ Phong Tần đều không đến. Khi nhận được giấy mời, thì bà sao chụp rồi tung lên mạng. Theo báo Công an Nhân dân, qua tất cả những vụ việc vừa kể, chỉ có thể kết luận về nhân cách của Tạ Phong Tần bằng một câu: Lập ra blog Công lý - Sự thật nhưng cách hành xử của Tạ Phong Tần lại chưa bao giờ thể hiện "công lý", còn những "sự thật" mà chị ta đã công bố trong những bài viết, nên gọi là "sự méo" thì chính xác hơn. Theo chính lời của Tạ Phong Tần: "Tính đến tháng 5/2009, tôi đã viết 864 bài trên blog Công lý - Sự thật. Viết và trả lời cho các đài phát thanh BBC, RFI, RFA trên 100 bài. Cứ mỗi bài, BBC trả tôi 28 bảng Anh (khoảng 40 USD). Tổng cộng từ năm 2007 đến nay, tôi đã nhận được gần 15.000 USD từ nhiều báo, đài như vừa kể...".
Bà bị bắt vào tháng 9 năm 2011 cùng với các blogger bất đồng chính kiến khác bao gồm Nguyễn Văn Hải và Phan Thanh Hải, tất cả các người trong số họ đã đăng bài dưới tên blog "Câu lạc bộ Nhà Báo Tự Do Việt Nam". Ba người bị buộc tội "tuyên truyền chống nhà nước" trong các bài viết rằng "làm méo mó và chống đối" Chính phủ Việt Nam. Bản án có thể dẫn đến mức án tối đa là hai mươi năm tù giam. Tờ The Economist mô tả các vụ bắt giữ là "mới nhất trong một loạt các nỗ lực của nhà cầm quyền của Đảng Cộng sản Việt Nam nhằm kiềm chế số lượng người dùng internet đang phát triển rầm rộ ở nước này"".
Văn phòng Cao ủy Nhân quyền Liên Hợp Quốc đã chỉ trích các vụ bắt giữ, nêu rõ mối quan tâm của mình đối với sự hạn chế về quyền tự do ngôn luận ở Việt Nam. Trong chuyến thăm tháng 7 năm 2012 đến Hà Nội, Ngoại trưởng Mỹ Hillary Clinton thể hiện quan tâm của bà đến việc tạm giữ ba thành viên của Câu lạc bộ Nhà báo Việt Nam Tự do. Vào cuối tháng 9 năm 2011, lúc bà Tần còn bị tạm giam, Tổ chức Theo dõi Nhân quyền đã trao cho bà cùng với 7 người Việt tranh đấu cho nhân quyền khác giải thưởng Hellman/Hammett. Tổ chức Ân xá Quốc tế đã mô tả ba blogger này như tù nhân lương tâm, "bị bắt giữ chỉ vì việc họ đã đấu tranh ôn hòa cho quyền tự do ngôn luận thông qua các bài viết trực tuyến của họ", và kêu gọi cho việc thả tự do các blogger này. Liên đoàn Quốc tế Nhân quyền và Tổ chức Thế giới chống Tra tấn cũng đã phát hành một tuyên bố chung kêu gọi chính phủ Việt Nam thả tự do cho ba blogger vô điều kiện.

## Tạ Phong Tần và Câu lạc bộ Nhà báo tự do
Ngày 9/9/2007, Câu lạc bộ Nhà báo tự do được thành lập do Lê Xuân Lập và một số đối tượng (trong đó có Nguyễn Văn Hải tức Điếu Cày) và sau đó Tạ Phong Tần (blogger Sự thật và công lý) cùng tham gia.
Tuy nhiên sau khi sang Mỹ định cư, Tạ Phong Tần đã tuyên bố rút tên khỏi câu lạc bộ nhà báo tự do và có đưa ra lý do cảm thấy mình không phù hợp với cách làm việc của Câu lạc bộ Nhà báo tự vào lúc 11 giờ 30 phút giờ Califonia - ngày 28/11/2015 với phát biểu như sau: "Tôi cảm thấy bản thân mình không phù hợp với cách làm việc của Câu lạc bộ (Nhà báo Tự do) hiện nay, cho nên để cho được tự do thì tôi rút tên ra."

## Vụ việc mẹ của blogger Tạ Phong Tần tự thiêu
Buổi sáng của 30 tháng 7 năm 2012, bà Đặng Thị Kim Liêng, mẹ của Tạ Phong Tân, đã tự thiêu bên ngoài Ủy ban nhân dân Tỉnh Bạc Liêu để phản đối việc bắt giữ con gái mình, một tuần trước khi bắt đầu vụ xét xử Tạ Phong Tần. Bà Liêng chết vì các vết bỏng của bà trên đường đến bệnh viện. Cái chết này là vụ tự thiêu đầu tiên tại Việt Nam kể từ những năm 1970.
Phương tiện truyền thông nhà nước Việt Nam đã không thừa nhận cái chết khi họ nói rằng cần điều tra thêm. Vụ xét xử Tạ Phong Tần được hoãn lại vô thời hạn.
Đại sứ quán Mỹ tại Việt Nam cho biết họ "rất quan tâm và đau buồn" trước thông tin trên, và kêu gọi việc thả tự do cho các blogger. Ủy ban Bảo vệ Nhà báo ở Mỹ gọi cái chết của Liêng là "một lời cảnh tĩnh đau buồn khi chiến dịch chống lại các blogger và nhà báo của chính phủ Việt Nam đã gây nên những tổn thất vô cùng đáng tiếc cho các cá nhân liên quan". Tồ chức Human Rights Watch kêu gọi cộng đồng quốc tế giải quyết cơ bản tình trạng nhân quyền, nêu rõ, "Đây không phải chỉ là một bi kịch đối với một gia đình. Đây là một bi kịch đối với cả một đất nước."
Một dòng dài người đưa tang đi đến nhà của Liêng để bày tỏ sự thương tiếc trong tuần sau cái chết của bà, mặc dù nhiều báo cáo cho biết họ đã bị chặn trên đường bởi các lực lượng an ninh nhà nước. Chính phủ cũng đặt lễ đưa tiễn tang lễ của bà Liêng dưới sự giám sát bởi các sĩ quan cảnh sát mặc thường phục.

## Bản án
Ngày 24 tháng 9 năm 2012, Tạ Phong Tần đã bị kết án 10 năm tù giam trong một phiên tòa xét xử 3 blogger là Nguyễn Văn Hải, Phan Thanh Hải và bà, diễn ra trong 1 ngày . Tờ The Economist đã miêu tả sự việc này "rất giống kiểu các vụ xét xử mà Liên Xô cũ trước đây đã thực hiện". Các công tố viên cáo buộc cả ba blogger đã "bóp méo sự thật về Đảng và Nhà nước, tạo ra sự bất an trong quần chúng nhân dân và tiến hành các âm mưu nhằm lật đổ chính phủ", trong khi tòa án đã tuyên bố rằng ba blogger này đang "gây ra những ảnh hưởng nghiêm trọng đến an ninh quốc gia và hình ảnh của đất nước trên trường quốc tế" Phan Thanh Hải, người đã nhận tội, đã bị kết án bốn năm tù giam, và Nguyễn Văn Hải lên đến mười hai năm.

## Được giải Phụ nữ Can đảm của Thế giới
Theo một thông cáo ngày 4 tháng ba 2013, Bộ Ngoại giao Hoa Kỳ nói tân Ngoại trưởng John Kerry cùng Đệ nhất Phu nhân Mỹ Michelle Obama sẽ trao giải cho 10 phụ nữ vào ngày 8/3, đánh dấu Ngày Phụ nữ Quốc tế. Được thành lập từ năm 2007, giải này được Bộ Ngoại giao Mỹ tặng cho những phụ nữ trên thế giới "chứng tỏ sự dũng cảm đặc biệt và khả năng lãnh đạo để vận động cho quyền và sức mạnh phụ nữ, bất chấp rủi ro cá nhân". Trong số những phụ nữ được giải thưởng này năm nay có bà Tạ Phong Tần. Theo VOA, Bà Tạ Phong Tần có trang blog mang tên "Công lý và Sự Thật", với hàng trăm bài viết phản ánh những bất công xã hội, các vụ tịch thu đất đai, và tệ nạn tham nhũng trong các cơ quan chính quyền Việt Nam. Ngày 9 tháng 3 năm 2013, Bộ Ngoại giao Việt Nam đã lên tiếng phản đối việc trao giải này vì việc trao giải này "được trao cho một người phạm tội", và cho rằng: "Đây là việc làm sai trái, can thiệp vào công việc nội bộ của Việt Nam, không có lợi cho sự phát triển quan hệ hai nước".

## Được đề cử Giải thưởng Báo chí 2013
Blogger Tạ Phong Tần cũng được đề cử Giải thưởng Báo chí 2013 của Index on Censorship, tổ chức quốc tế chuyên bảo vệ quyền tự do bày tỏ quan điểm và quyền tự do báo chí có trụ sở tại London, Anh Quốc.
Đây là giải thưởng hằng năm nhằm vinh danh những nhà văn, nhà báo, blogger trên thế giới bị đàn áp vì dám phơi bày thực trạng xã hội và đấu tranh cho công lý, nhân quyền, và dân chủ. Blogger Tạ Phong Tần lọt vào danh sách 4 ứng cử viên chung cuộc và Giải thưởng sẽ chính thức được trao vào ngày 21/3 năm nay.

## Giải thưởng Anh hùng nhân quyền
Ngày 14/9/2017, Tạ Phong Tần được tổ chức phi chính phủ, phi lợi nhuận ở Mỹ đã trao giải “Anh hùng nhân quyền năm 2016” cho Tạ Phong Tần dưới những lý do vì Tạ Phong Tần tổ chức tranh đấu cho nạn nhân bị tra tấn (PTV).

## Chiến dịch 'Tháo còng báo chí'
Tổ chức Bảo vệ Ký Giả Quốc tế (The Committee to Protect Journalists) mở chiến dịch "Tháo còng báo chí” (Press Uncuffed) ngày 25 tháng 3 năm 2015, bắt đầu tại Viện Bảo tàng Báo chí ở thủ đô Washington nhằm “lưu ý mọi người về các nhà báo bị tù đày khắp nơi trên thế giới chỉ vì họ thông tin phục vụ lợi ích công cộng”. Trong danh sách 9 người được nêu tên có bà Tạ Phong Tần đang bị án tù 10 năm tại Việt Nam. Chiến dịch này có sự hợp tác của phân khoa báo chí đại học tiểu bang Maryland.

## Ở Hoa Kỳ
2 ngày sau khi được thả cho đi sang Hoa Kỳ, ngày 21.9.2015, Tạ Phong Tần cho biết rằng bà cùng blogger Điếu Cày sẽ đưa Việt Nam ra tòa quốc tế vì đã tống giam bà và ông Điếu Cày trái pháp luật. (lý do cụ thể: " tất cả các bài viết của tôi đã đăng công khai với tên Tạ Phong Tần trên mạng Internet. Khi bọn họ đưa những thứ đó ra trước tòa để buộc tội tôi, nhưng họ không dám tranh luận với tôi là cụ thể tôi sai ở chỗ nào. Khi tôi yêu cầu được đối chất với các điều tra viên giám định tài liệu đó thì cũng không được đáp ứng. Đó là việc vi phạm luật pháp Việt Nam một cách hết sức trầm trọng, chưa nói tới việc vi phạm luật pháp quốc tế. Ngay cả căn cứ theo pháp luật Việt Nam hiện hành, tôi không phạm tội.”) 

## Hồi Ký
- Khởi đăng Hồi ký Tạ Phong Tần: ‘Đứng Thẳng Làm Người’, www.nguoi-viet.com, 4.11.2015